# (5520) Natori
(5520) Natori est un astéroïde de la ceinture principale.

## Description
(5520) Natori est un astéroïde de la ceinture principale. Il fut découvert le 12 septembre 1990 à Oohira par Takeshi Urata. Il présente une orbite caractérisée par un demi-grand axe de 3,00 UA, une excentricité de 0,11 et une inclinaison de 8,9° par rapport à l'écliptique.

## Compléments